# عبد القادر حلمي
عبد القادر حلمي (1948- ) عالم صواريخ ومهندس عسكري مصري، ولد في 10 فبراير عام 1948م، عمل لسنوات في مجال تطوير الصواريخ الباليستية في الولايات المتحدة الأمريكية.

## نشأته ودراسته
ولد المهندس عبد القادر حلمي في قرية الأشمونين في ملوي بمحافظة المنيا في 10 فبراير عام 1948م، كان ضمن العشرة الأوائل في الثانوية العامة بمصر، التحق بالكلية الفنية العسكرية وتخصص في دراسة الهندسة النووية والكيميائية. تخرج في الكلية الفنية العسكرية المصرية في العام 1970، حاصل على المركز الأول بامتياز مع مرتبة الشرف من قسم الهندسة الكيميائية وتخصص في أنظمة الدفع الصاروخي.
تم إلحاقة بالأكاديمية العسكرية السوفييتية ليحصل علي درجتي الماجستير والدكتوراه في مجال تطوير أنظمة الدفع الصاروخي ومكونات الصواريخ الباليستية في فترة كانت مصر تفتقر فيها إلى الصواريخ الباليستية فقد كان أقصى مدى لصواريخها 350 كيلومتر في ذلك الوقت.

## عمله في مجال الصواريخ
تم إعفاؤه من الخدمة العسكرية وإلحاقة بأحد المصانع الحربية وهو مصنع قادر للصناعات المتطورة لثلاث سنوات قبل أن يتم انتقاله إلى كندا للعمل كخبير صواريخ في أواخر السبعينات وفي تلك الفترة كان اللواء محمد عبد الحليم أبو غزالة يشغل منصب مدير عام المخابرات الحربية، وبعد ستة أشهر تم زرعه في شركة تيليدين للتقنيات المتخصصة في إنتاج أنظمة الدفع الصاروخي لصالح وزارة الدفاع الأمريكية وانتقل للاستقرار في ولاية كاليفورنيا وطيلة الفترة منذ مغادرة مصر في السبعينات وحتى 1984م بقي الدكتور عبد القادر حلمي عميلاً نائماً لصالح وطنه مصر.

### دوره مع المخابرات المصرية
قام بتسريب المعلومات والتصميمات الكاملة للجيش المصري وأظهرت تقارير السي أي إيه أنه ظل يقوم بإمداد دوري مستمر لآخر أبحاث هذا النوع من القنابل لصالح مصر حتى السابع من مارس 1986 بمستندات وتصميمات عالية السرية
على صعيد موازي كان اللواء عبد الحليم أبو غزالة قد بدأ مشروعاً طموحاً لإنتاج الصواريخ الباليستية في أوائل الثمانينيات بالتحالف مع الأرجنتين و العراق عرف باسم مشروع بدر 2000 حيث تقوم العراق بتمويل أبحاث صاروخ الكوندور وتقوم الأرجنتين بتوفير الخبرة التكنولوجية والاتصالات وتقوم مصر بالدور الاستخباراتي في مجال تطوير الأبحاث.
عند هذه المرحلة كانت مراحل التصنيع وصلت لذورتها وتوقفت عند احتياج المشروع لبرمجيات عالية السرية وحساسة لتوجية الصورايخ وضبط اتجاهاتها، عندها قام الدكتور عبد القادر حلمي بالتعاون مع اللواء خيرت ولواء آخر هو عبد الرحيم الجوهري مدير مكتب تطوير الأسلحة الباليستيه بوزارة الدفاع المصرية والمسؤول الأول عن عملية بدر 2000 بتجنيد عالم أمريكي آخر هو جيمس هوفمان الذي سهل لهم دخول مركز قيادة متقدم في هانتسفيل - بالولايات المتحدة تابع للقيادة المتقدمة الإستراتيجية ومسؤول عن تطوير برمجيات لأنظمة توجية صواريخ باتريوت، وتجنيد عالم برمجيات أمريكي آخر هو كيث سميث وبذلك تم اختراق تصميمات شبكة الدفاع الصاروخي الأولى للولايات المتحدة بالكامل.
استطاع المهندس عبد القادر حلمي فك شفرة صواريخ توماهوك الأمريكية، فاكتشف الدكتور عبد القادر وجود أبحاث في مركز آخر تابع لقيادة سلاح الجو الأمريكي لصناعة نوع من أنابيب الكربون النانومترية حيث يجري طلائها على جسم (الطائرة أو الصاروخ.. إلخ) لتعمية أنظمة الرادار وتخفي أي بصمة رادارية له لتحوّل الصاروخ إلى شبح في الجو لا يمكن رصده وهو ما يعرف بتقنية التخفي كما أنها تقلل احتكاك رأس الصاروخ بالهواء بنسبة عشرين بالمائة وبالتالي ترفع مداه القتالي وتحسن دقة إصابته للهدف.
وبدأت عملية محمومة للحصول علي هذه المادة وشحنها إلى معامل الأبحاث والتطوير هي ونوع خاص من الصاج المعالج الذي يتم طلاؤه بها ليكون جسم الصاروخ
في 19 مارس 1988م قام دبلوماسي مصري يدعى محمد فؤاد بالطيران إلى واشنطن، والتقى بالدكتور عبد القادر حلمي وقاما بشحن صندوقين سعتهما 436 رطلاً من نوع من ألياف الكربون تُدعى MX-4926  عبر سيارة دبلوماسية تابعة للسفارة المصرية بقيادة عقيد يُدعى محمد عبد الله وتحت إشراف اللواء عبد الرحيم الجوهري لنقلها إلى طائرة شحن عسكري مصرية من طراز C-130 رابضة في مطار بولاية ماريلاند في 23 مارس 1988م وتكررت العملية في 25 يونيو في نفس العام.

### القبض عليه ومحاكمته
رصدت المخابرات الأمريكية مكالمة هاتفية تتحدث عن مواد لا يمكن شحنها دون رقابة صادرة من دكتور عبد القادر حلمي لحسام خيرت وتم القبض عليه عام 1989م وتشير بعض الدلائل بأن هذا هو السبب الرئيسي في إقالة رئيس الجمهورية في ذلك الوقت محمد حسني مبارك للمشير أبو غزالة بناءاً على طلب أمريكي بضرورة إقالة المشير.
حوكم عبد القادر حلمي ب12 تهمة منها: 
- غسيل الأموال.
- انتهاك قانون الذخائر والأسلحة وتصدير مواد محظورة شملت هوائيات عالية الموجة للاستخدام العسكري ومطاط وكربون معالج للصواريخ وأنظمة توجية وصاج معالج لبناء الصواريخ ووثائق ومخططات سرية. وتم القبض على زوجته وتم ضم أبناؤه إلى أسرة أمريكية للرعاية وصودرت أوراقه وأبحاثه وممتلكاته وحساباته المصرفية. في عام 1989م تمت إدانته والحكم عليه بالسجن لستة وأربعين شهراً والمراقبة لمدة ثلاث سنوات وغرامة قدرها 358,690 دولار[1]، وظل قيد الإقامة الجبرية في الولايات المتحدة لمدة 25 عاما حتى قامت الإدارة الأمريكية بالإفراج عنه في 2013 وهو الآن مقيم في مصر .

## وصلات خارجية
- تقارير وكالات الأنباء الأمريكية عن قضية عبد القادر حلمي.